# Kloster der Missionare der Heiligen Familie (Düren)
Das Kloster der Missionare der Heiligen Familie stand in der nordrhein-westfälischen Kreisstadt Düren in der Friedrichstraße.
In den 1930er Jahren betrieb die Ordensgemeinschaft in Deutschland drei Missionsschulen, die aber alle nicht zum Abitur führten. Deshalb mussten die Schüler zu Gymnasien im Ort gehen und mussten in Privatwohnungen untergebracht werden. Pater Laurentius Claßen aus Arnoldsweiler gründete in Düren ein Haus, in dem die Schüler auch wohnen konnten.
Mit Schreiben vom 15. September 1931 gestattete der Bischof von Aachen, Joseph Vogt, die Errichtung. Am 9. November 1931 kaufte der Orden das Haus Friedrichstraße 11, die Villa des Fabrikanten Joseph Bongartz, und baute sie in das Kloster Bethanien um, das am 12. April 1932 geweiht wurde.
Fünf Schüler des eigenen Nachwuchses besuchten anfangs die Dürener Gymnasien. In das Missionshaus konnten 15 bis 20 Schüler aufgenommen werden, die von anderen Häusern in Deutschland nach Düren kamen.
Im Gebäude befanden sich im Erdgeschoss zwei große Empfangszimmer, die Küche und die Kapelle. Im ersten Stock befanden sich der Speisesaal, das Studierzimmer der Schüler, zwei Zellen und ein Bad. Im zweiten Stock gab es drei weitere Zellen, ein Gästezimmer und einen Schlafsaal für die Schüler. Der dritte Stock bestand aus weiteren zwei Schlafräumen für die Schüler.
1936 wurde der Sitz des Pro-Provinzialrates von Wanne-Eickel nach Düren verlegt. Damit war Düren der Sitz des Provinzialrates für Deutschland und Nord-Norwegen.
Beim Luftangriff auf Düren am 16. November 1944 wurde das Haus völlig zerstört. Vorübergehend kamen die Missionare bei den Karmelitinnen des Karmels Heilige Familie in der Kölner Landstraße in Düren Unterkunft. Danach zogen sie in ihr Ausweisquartier in Birkesdorf. Dort hatten sie ein Haus mit zehn Zimmern.
Am 9. Juli 1945 waren alle Patres wieder in Düren. Anfang 1950 wurde mit dem Wiederaufbau in der Friedrichstraße begonnen, wo das angekaufte Nachbargrundstück noch hinzugekommen war. Am 21. Oktober 1951 konnte der Neubau bezogen werden. Er wurde am 21. August 1952 vom Dürener Dechant Joseph Adolph geweiht.

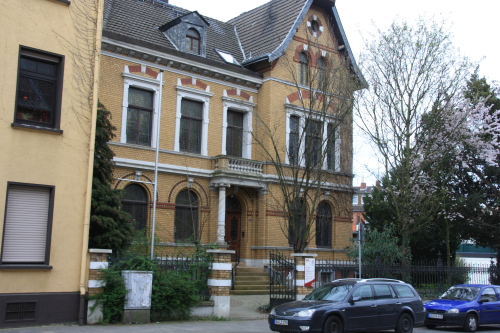
Haus Bonner Str. 34

Die Missionsprokura wurde am 21. April 1964 im angekauften Haus Bonner Straße 34, der ehemaligen Villa Paul Kappler, errichtet. Das Haus steht unter Denkmalschutz. In der Kurfürstenstraße wurde zu Beginn der 1980er Jahre ein drittes Gebäude als Sitz des Provinzials erbaut.
1997 wurden wegen fehlendem Nachwuchs die Häuser in der Bonner Straße und in der Kurfürstenstraße verkauft. Beide Häuser kaufte die Caritas. Durch Beschluss vom 30. Mai 2001 wurde die Niederlassung Düren aufgehoben. Die Missionsprokura blieb noch zwei Jahre im vermieteten Gebäude in der Friedrichstraße.